# جان وود (معمار)
جان وود (انگلیسی: John Wood, the Elder؛ ۱۷۰۴ – ۲۳ مه ۱۷۵۴) معمار اهل بریتانیا بود که بیشتر در شهر باث فعالیت می‌کرد. او در سال ۱۷۴۰ نقشه‌ای از استون‌هنج برداشت و بعدها مفصلاً در مورد درویدها نوشت.